# Famille de Bryas
Pour les articles homonymes, voir Bryas (homonymie).
La famille de Bryas est une famille  de la noblesse d'ancienne extraction, originaire de la commune de Brias, dans l'Artois.
Elle compte parmi ses membres des officiers et des gouverneurs dont certains seront membres du Conseil de guerre du roi d'Espagne aux Pays-Bas 
également des pairs de Liège, des grands baillis héréditaires des bois et forêts du Hainaut, un prélat, des députés de la noblesse d'Artois et des députés français.

## Histoire
Régis Valette fait remonter la filiation noble de cette famille à l'année 1414 et ajoute que le titre de marquis de Royon date de 1692.

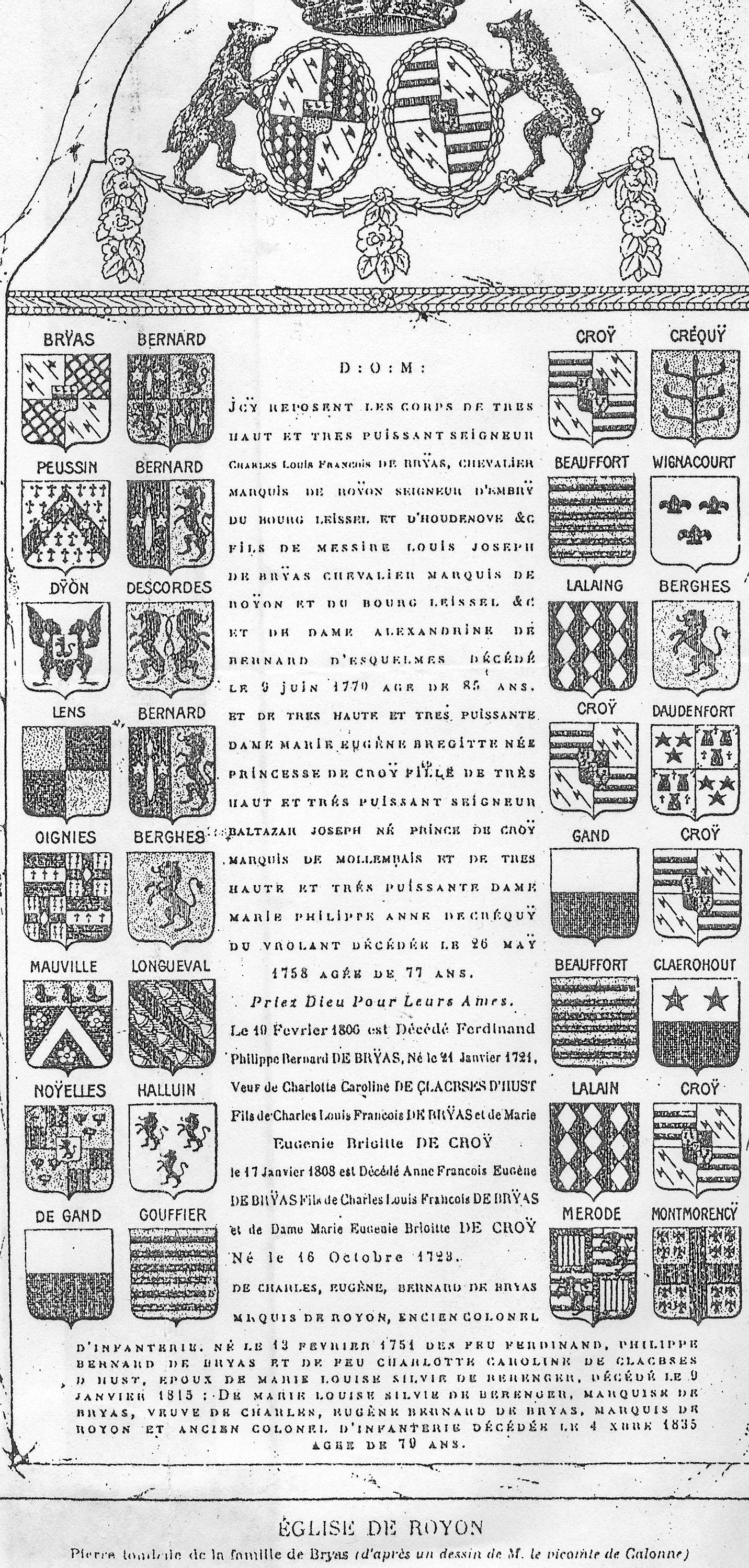
Église de Royon : pierre tombale des Bryas de Royon

## Personnalités
- Bauduin de Bryas, en 1235, apparait avec Bauduin II d'Anvin et Jean, fils de Bauduin d'Anvin (Famille d'Anvin de Hardenthun) dans une vente à l'abbaye de Saint-Bertin de Saint-Omer[2]. (non rattaché à la filiation prouvée)
- Jacques de Bryas (ou Jacques II (1512-158?) ???) (1512-), militaire, gouverneur de Renty, de Mariembourg, de Bapeaumes et de Namur, membre du conseil de guerre du roi d'Espagne aux Pays-Bas.
- Bernard de Bryas, gouverneur d'Hesdin.
- Jacques III de Bryas, colonel d'un régiment wallon, membre du conseil de guerre du roi d'Espagne aux Pays-Bas, pair de Liège, député de la noblesse aux États d'Artois.
- Ghislain de Bryas (-1650), gouverneur de Venlo, capitaine général de la cavalerie espagnole, mestre de camp général des armées espagnoles aux Pays-Bas, commandant de l'artillerie royale en Aragon, conseiller au Conseil suprême de guerre du roi d'Espagne, grand bailli héréditaire des bois et forêts du Hainaut.
- Charles de Bryas (-1655), Sieur de Hernicourt, militaire, gouverneur de Mariembourg, pair de Liège, député de la noblesse aux États d'Artois.
- Henri de Bryas (-1662), colonel de cavalerie, gouverneur de Furnes et Philippeville.[réf. nécessaire]
- Charles de Bryas (1625-1686), (en religion : Charles de l'Assomption), prêtre carme et prieur du couvent de Douai, professeur de théologie et écrivain ecclésiastique.
- Engelbert de Bryas (-1677), reçu dans l'ordre de Saint-Jean de Jérusalem en 1651[3], premier pair de Liège, grand bailli héréditaire des bois et forêts du Hainaut.
- Jacques-Théodore de Bryas (-1694), conseiller clerc et maître des requêtes ordinaire au Grand conseil des Pays-Bas à Malines, évêque de Saint-Omer, archevêque-duc de Cambrai, conseiller du roi de France en ses Conseils.
- Louis Joseph de Bryas (1665-1698), député de la noblesse aux États d'Artois. Il est très probablement le Louis de Brias qui reçoit par lettres données à Versailles en avril 1692, le titre de marquis pour la terre de Royon, dite d'un revenu considérable, qui a un château et dont relèvent 40 fiefs nobles. Il est appelé dans cet acte Louis de Brias, seigneur de Royon, député ordinaire des États d'Artois. Il est dit tirer son nom de la terre de Brias, dont les seigneurs portent le titre de comte depuis fort longtemps, il est comte de Brias, neveu de Jacques-Théodore de Brias, archévêque de Cambrai, conseiller au Conseil d'État (Conseil du roi de France). Louis de Brias compte parmi ses parents un membre en faveur duquel la terre de Molinghem a été érigée en marquisat (titre de marquis) et dans ses ancêtres des gens ayant rempli de grandes charges comme celles de mestre de camp général, de colonel d'infanterie, de gouverneur des villes de Mariembourg, Douai, Renty, Furnes, Hesdin[4]...
- Marie-Catherine de Bryas (1668-1716), chanoinesse de Maubeuge, mère du prince de Gavre.[réf. nécessaire]
- Engelbert de Bryas (1677-1703), colonel propriétaire d'un régiment de treize compagnies wallonnes, premier pair de Liège et grand bailli héréditaire des bois et forêts du Hainaut.[réf. nécessaire]
- Charles Louis François de Bryas,  chevalier, marquis de Bryas et de Royon, détenteur du fief dit Oudenhove dans la châtellenie de Bourbourg en 1757[5].
- Ferdinand Philippe Bernard de Bryas, chevalier, marquis de Bryas, Royon, Embry, domicilié au château de Royon, fils du précédent, possède ce fief en 1784[5],[6].
- Engelbert de Bryas (1701-1775), premier pair de Liège, grand bailli héréditaire des bois et forêts du Hainaut.[réf. nécessaire]
- Charles Eugène Bernard de Bryas (1751-), colonel du régiment de Champagne, maître de camp.[réf. nécessaire]
- Frédéric de Bryas (1751-1804), premier pair de Liège, grand bailli héréditaire des bois et forêts du Hainaut, grand bailli d'Entre-Sambre-et-Meuse.[réf. nécessaire]
- Alexandre-François-Ferdinand-Guislain-Marie de Bryas (1781-1828), colonel de cavalerie et député du Pas-de-Calais sous la Restauration.
- Louis-Antoine de Bryas (1781-1855), lieutenant général, inspecteur général de la Cavalerie légère de Belgique.
- Charles de Bryas (1785-1866), maire de Bordeaux et député de la Gironde.
- Charles de Bryas (nl) (1786-1853), militaire, chambellan de Guillaume Ier qui sera roi des Pays-Bas de 1815 à 1840.
- Eugène de Bryas (1813-1858), député de l'Indre, président de la Société d'agriculture de l'Indre.
- Charles-Marie de Bryas (1820-1879), député légitimiste du Pas-de-Calais.

## Châteaux
- Château de Brias
- Château des comtes de Bryas
- Château de Morialmé
- Château de Hollenfels
- Château de Royon
- Château de Mauvières
- Château de Suze-la-Rousse
- Château de Boucard
- Château du Taillan

## Principales alliances
Les principales alliances de la famille de Bryas sont : de Broglie, de Créquy, de La Croix de Castries, de Croÿ, de Fiennes, de Gavre, de Gramont, de Hamal, de Haynin, de Mérode, d'Oultremont, de Rochechouart de Mortemart, de La Rochefoucauld, de Rohan, de Vogüé, Niel, de Chabot (1951).